# Бабочки-убийцы
«Ба́бочки-уби́йцы» (англ. The Butterfly Murders, иер. трад. 蝶變, упр. 蝶变, кант.-рус.: Тип пинь) — гонконгский художественный фильм, вышедший на экраны в 1979 году. Первая режиссёрская работа Цуй Харка. Лента входит в список 100 лучших китайских фильмов по версии Гонконгской кинопремии и занимает в нём 34 место. «Бабочки-убийцы» наряду с фильмом «Меч» (1980) Патрика Тхама ознаменовали начало Гонконгской Новой Волны.

## Сюжет
Фильм рассказан от лица главного героя Фон Хунъипа о серии убийств в крепости семьи Сам. Он начинает как человек со стороны, приглашённый расследовать дело, но вскоре становится активным участником процесса. История развивается с его двойной точки зрения — как участника и как наблюдателя.
История начинается с показа «дневника Хунъипа», рукописной записной книжки, в которой фиксируются все странные события, происходящие в боевом мире, известном как цзянху. Восемь страниц книжки, которые позже по сюжету оказались фальшивыми, описывают загадочный инцидент с «бабочками-убийцами» в крепости семьи Сам. Смерти, включая гибель предыдущего хозяина крепости, вовлечённого в разграблении гробницы, связаны с этими бабочками. Спустя годы другой расхититель гробниц погибает похожим образом, что побудило нынешнего владельца крепости Сам Чхина пригласить Фон Хунъипа, Тхинь Фуна из банды «семидесяти двух дымов» и Зелёную Тень для проведения расследования. Их прибытие провоцирует ещё больше убийств, связанных с бабочками, и ситуация обостряется, когда Сам Чхин сам становится жертвой «бабочек-убийц», вызывая тем самым всеобщую панику и необходимость скорейшего раскрытия таинственных убийств. Однако жена Сам Чхина настаивает на том, чтобы дождаться прибытия трёх братьев, известных как «четыре фазы небесного грома», прежде чем предпринимать какие-либо действия.
Немая служанка Чи приводит Хунъипа в секретное хранилище пороха, что вызывает подозрения. Прибытие трёх братьев совпадает с загадочной смертью госпожи Сам от руки человека в железных доспехах, который, как позже выясняется, был самим Сам Чхином, также являющимся покойным четвёртым братом «четырёх фаз» Ю Чанем.
Выясняется, что шесть лет назад Ю Чань основал крепость семьи Сам, чтобы тайно разработать сплав для орудийных стволов мощного оружия. Завершив создание оружия, Ю Чань организовал «убийства бабочками» (и подделал восемь страниц «дневника Хунъипа», упомянутого в начале истории), чтобы устранить соперников и заявить о своём господстве в мире боевых искусств, манипулируя Тхинь Фуном, чтобы тот невольно помогал ему.
После раскрытия дела Фон Хунъп покидает крепость, где Ю Чань и Тхинь Фун вместе с другими погибли в финальной схватке, уничтожившей крепость и оружие.

## В ролях
- Лау Сиумин[англ.] — Фон Хунъип
- Вон Сютхон[кит.] — Тхинь Фун
- Мишель[англ.] — Зелёная Тень
- Чэнь Цици — Чхёй Линчю
- Чён Куокчхю[англ.] — Сам Чхин
- Коу Хун[англ.] — Куок Лик, Божественный Огонь
- Вон Чён — Лэй Чхон, Тысяча Рук
- Кхиу Фун[кит.] — № 10, лидер клана Белого флага

## Съёмочная группа
- Кинокомпания: Seasonal Film Corporation
- Исполнительный продюсер: Ын Сиюнь
- Режиссёр: Цуй Харк
- Ассистенты режиссёра: Рудольф Чиу, Лау Куокчхён[англ.], Хуан Чжэнминь
- Постановка боёв: Вон Сютхон
- Ассистенты постановщика боёв: Вон Чён, Чау Ёнькинь
- Сценарий: Лам Чимин, Лам Фань
- Композитор: Фрэнки Чань[англ.]
- Оператор: Фань Цзиньюй

## Художественные особенности
Фильмы с боевыми искусствами «Выпей со мной» (1966) Кинга Ху и «Однорукий меченосец» (1967) Чжан Чэ произвели впечатление на Цуй Харка и побудили его выбрать именно этот жанр для своего режиссёрского дебюта. Вклад Харка состоит из двух частей. Во-первых, он нарушил правила и переформатировал жанр. «Бабочки-убийцы» представляют собой смесь боевых искусств, детектива, таинства, ужасов, мифа и научной фантастики. Более того, элементы различных культур, времени и пространства смешались с современным оружием, японскими ниндзя, западными стрелками и китайскими меченосцами. Этот эксперимент глубоко повлиял на гонконгскую киноиндустрию вплоть до наших дней. Во-вторых, Харк принёс современные технологии спецэффектов в китайский кинематограф. Несмотря на то, что рецензии на «бабочек» были как позитивные, так и негативные, кинокритики в целом согласились, что визуальные эффекты были великолепны.

## Домашние кассовые сборы
В период домашнего кинотеатрального проката, с 20 по 26 июля 1979 года, фильм заработал около 1,2 миллиона гонконгских долларов. Таким образом, он занял 69 место по кассовым сборам за год (первое место принадлежит комедии кунг-фу Джеки Чана «Бесстрашная гиена»), расположившись рядом с такими низкобюджетными фильмами, как «Великолепные головорезы» и Sexy Night Report. Кассовые сборы фильма были очень неутешительными, принимая во внимание его большой (HK$ 3 млн) бюджет, возможно самый большой бюджет для любого из дебютных фильмов режиссёров Гонконгской Новой Волны (таких как Патрик Тхам, Энн Хёй и Аллен Фон).